# 馬克斯·史坦納
馬克斯·史坦納（1888年5月10日—1971年12月28日），奥地利-美国电影配乐作曲家，影片《金刚》 (1933)、《飘》(1939)、《卡萨布兰卡》(1942)、《A Summer Place》(1959)配乐的作者。他获得26次奥斯卡音乐奖提名，赢得3次大奖（《The Informer》(1935), 《扬帆》(1942)，和《Since You Went Away》(1944)）。

## 生平
1888年生于奥地利维也纳，是猶太裔奧地利人，十五岁时就写出歌剧《Die schöne Griechin》，他的音乐老师一位是古斯塔夫·馬勒，另一位是理查德·施特劳斯。施特劳斯还是他的教父。1904年至1914年，史坦納以音乐指挥为业。1916年他尝试谱写电影音乐。1929年应RKO Pictures制片公司邀请，为根据Florenz Ziegfeld表演的音乐剧《Rio Rita》改编的同名电影编写配乐，前往美国好莱坞。1933年他因《金刚》（1933年）一片配乐大获成功。1935年，他因《The Informer》赢得他的第一个奥斯卡最佳原创音乐奖。从此他留在美国。
《金刚》和《飘》的配乐被排为《AFI百年百大电影配乐》。他被誉为電影音樂之父。

## 作品
- 《金刚》
- 《飘》
- 《北非谍影》
- 《欲海情魔》
- 《A Summer Place》